# Harriet Backer
Harriet Backer (Holmestrand, 21 de gener de 1845 - Oslo, 25 de març de 1932) fou una pintora noruega. Va arribar a tenir renom per les seves pintures d'interiors i paisatges de colors vius i animada claredat. És una de les pintores més reconegudes de Noruega i va ser una de les dones pioneres en l'art en tot Europa.

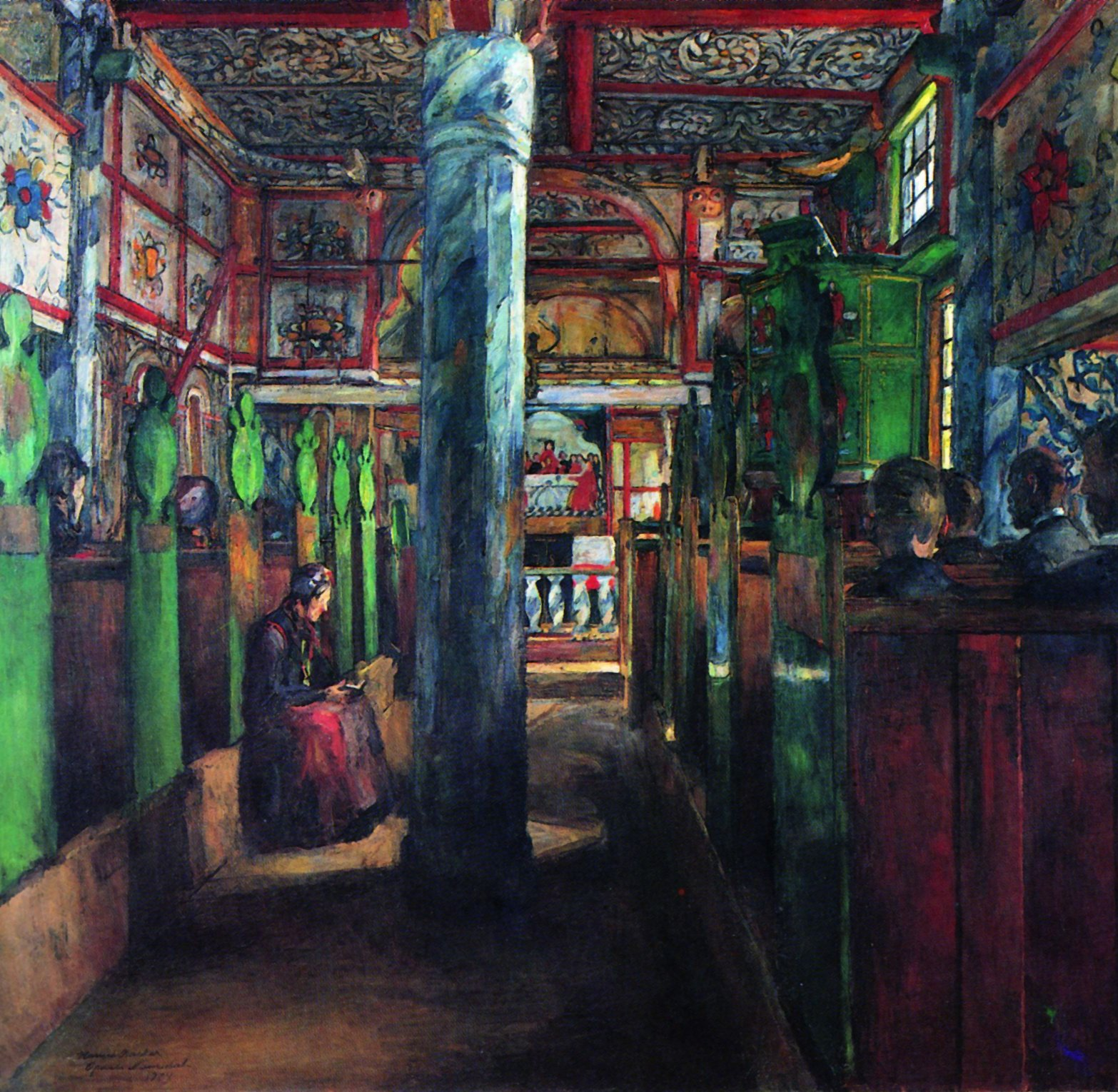
Interior de l'església de fusta d'Uvdal (1909).

## Vida i obra
Va néixer a la localitat de Holmestrand, però als 12 anys es va mudar amb la seva família a Cristiania (avui Oslo). Aquí, va ingressar a l'Escola de Pintura Johan Fredrik Eckersberg, on estudiaria amb Knud Bergslien com a mestre.
Va sortir de Noruega per estudiar a Múnic; on va conrear una amistat amb el seu compatriota Eilif Peterssen, qui li va realitzar un retrat. Va realitzar diversos viatges per Europa en companyia de la seva germana la pianista Agathe Backer-Grøndahl. Va viure a París durant 10 anys al costat de la seva amiga Kitty Kielland; en aquesta ciutat va rebre la influència de l'impressionisme, si bé la seva obra ha estat catalogada generalment com a realista. A la capital francesa va tenir com a mestres a destacats artistes, com Léon Bonnat i Jean-Léon Gérôme. De retorn a Noruega es va integrar al Cercle de Lysaker, un grup artístic-polític de caràcter nacionalista que fomentava la cultura tradicional i la independència de Noruega.
Va guanyar una medalla de plata a l'Exposició Universal de 1889, el 1908 va rebre la Medalla al Mèrit del Rei.
Algunes de les seves pintures més reconegudes són Soletat (1878-1880), Interior blau (1883), A la llum del llum (1890) i Baptisme a l'església de Tanum (1892). Les seves obres es troben en diversos dels museus noruecs més importants, com la Nasjonalgalleriet d'Oslo i el Museu d'Art de Bergen. Altres més són propietat del municipi de Bærum.

## Galeria d'imatges

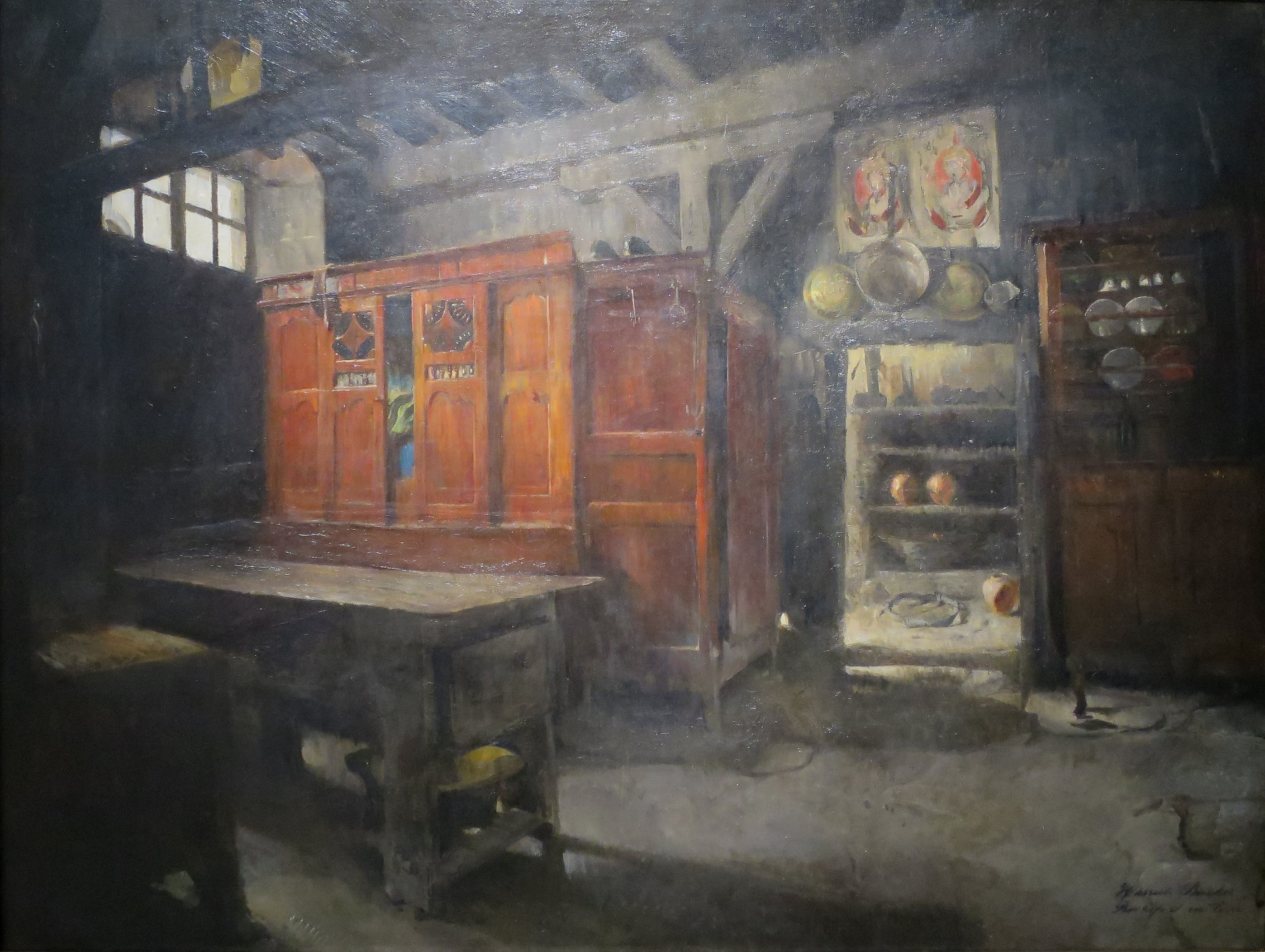
Breton Interior (1882)
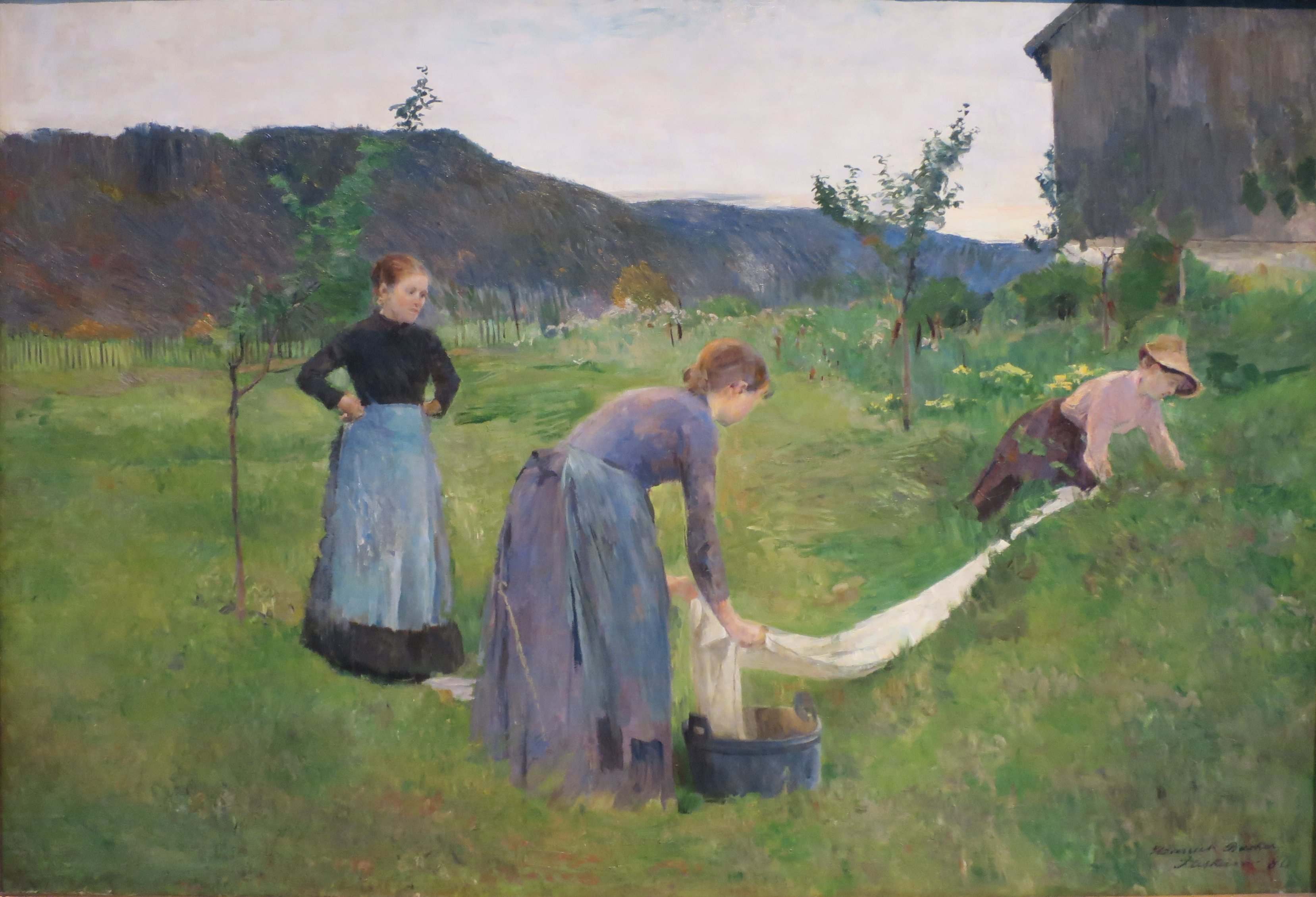
På blekevollen (1886–87)
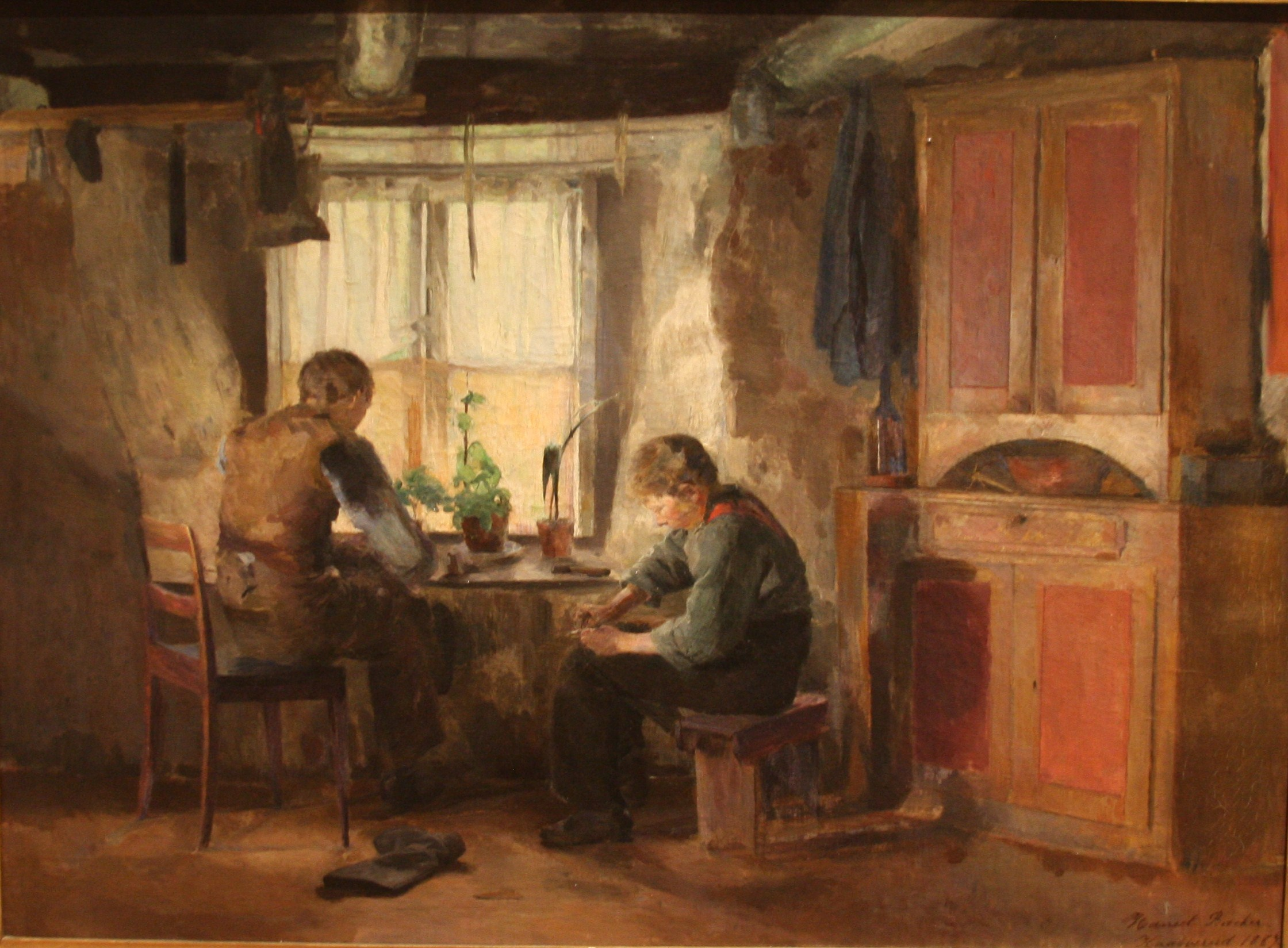
Bygdeskomakere (1887)
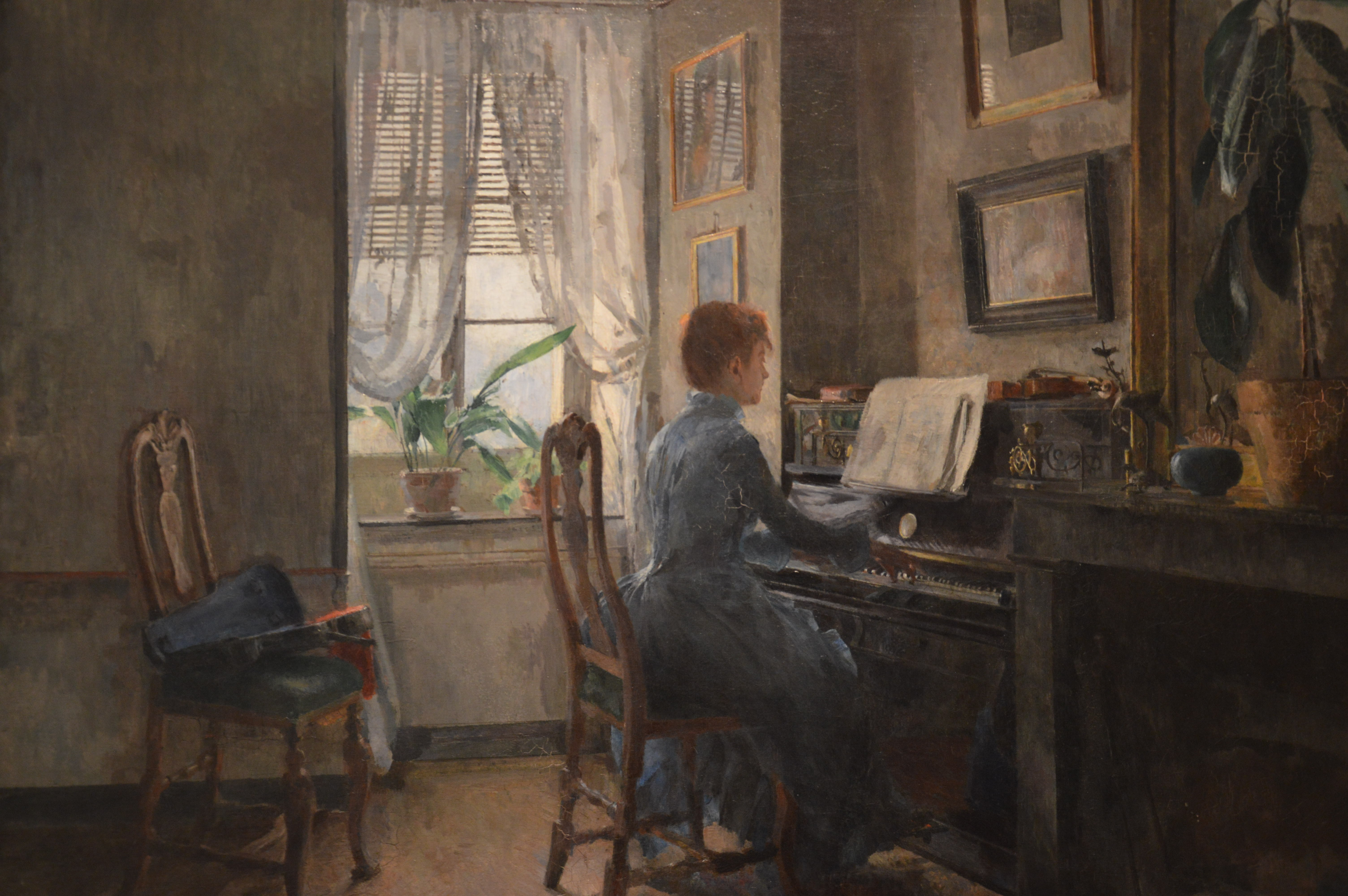
Chez Moi (1887)
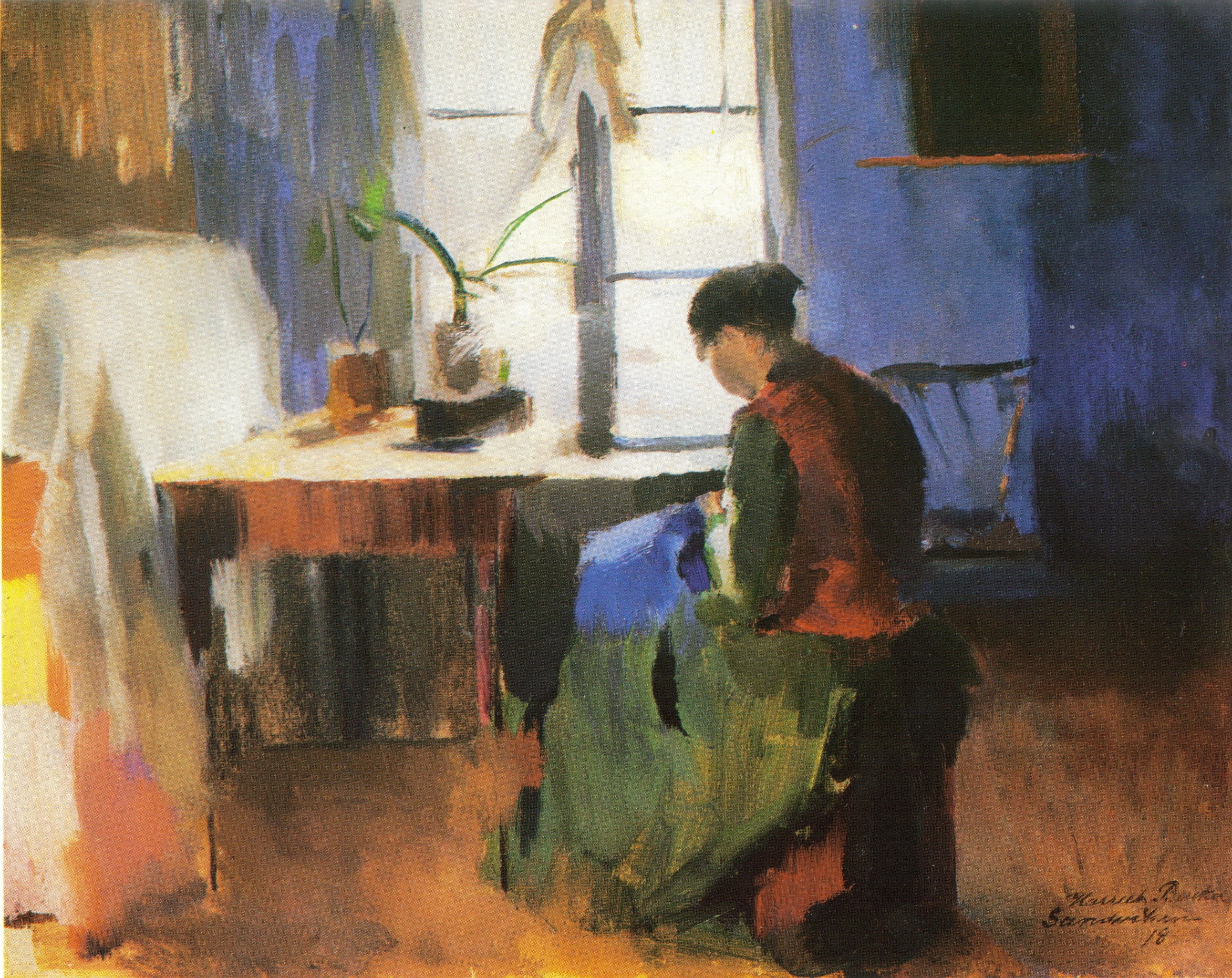
Kone som syr (1890)
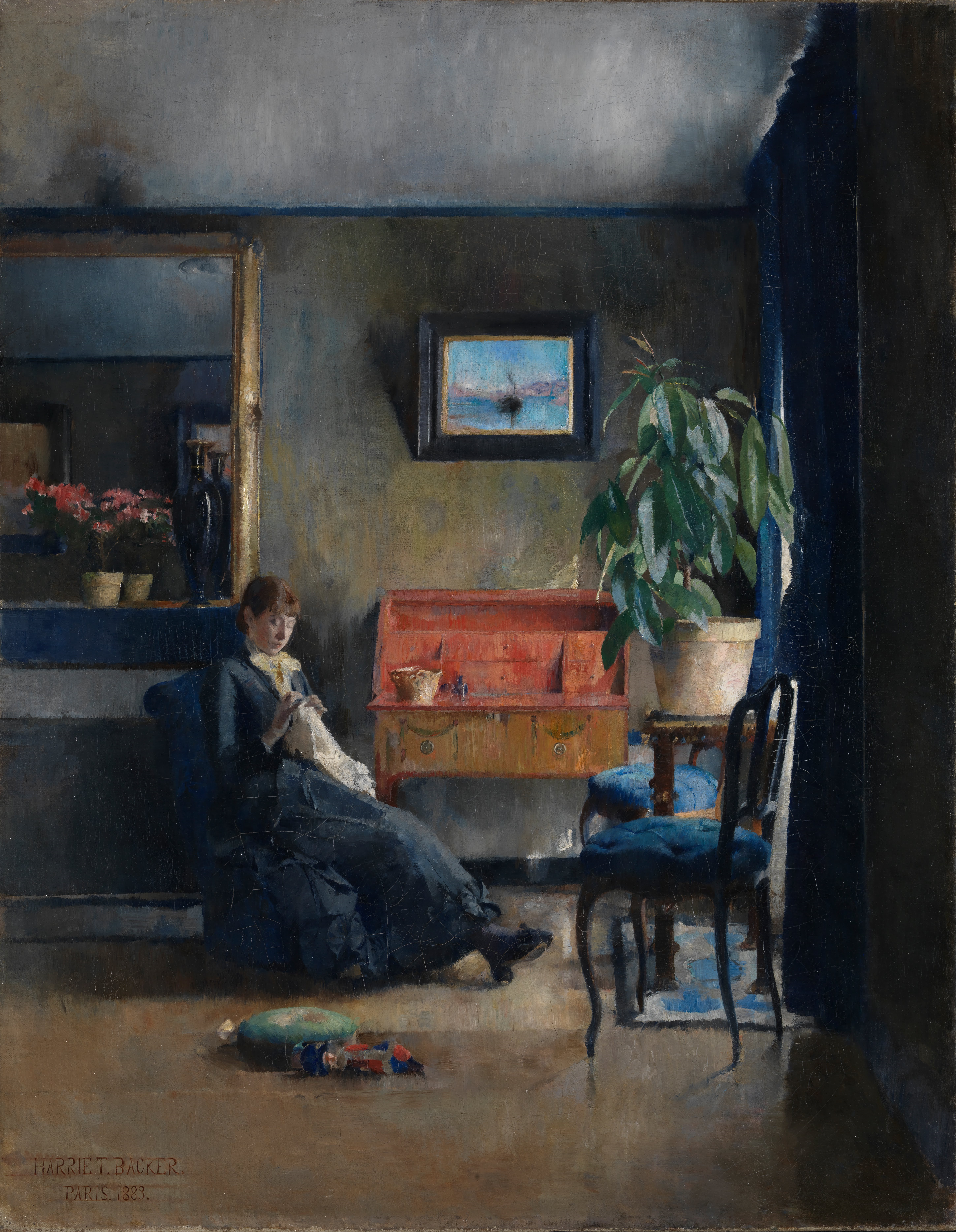
Interior blau (1883).
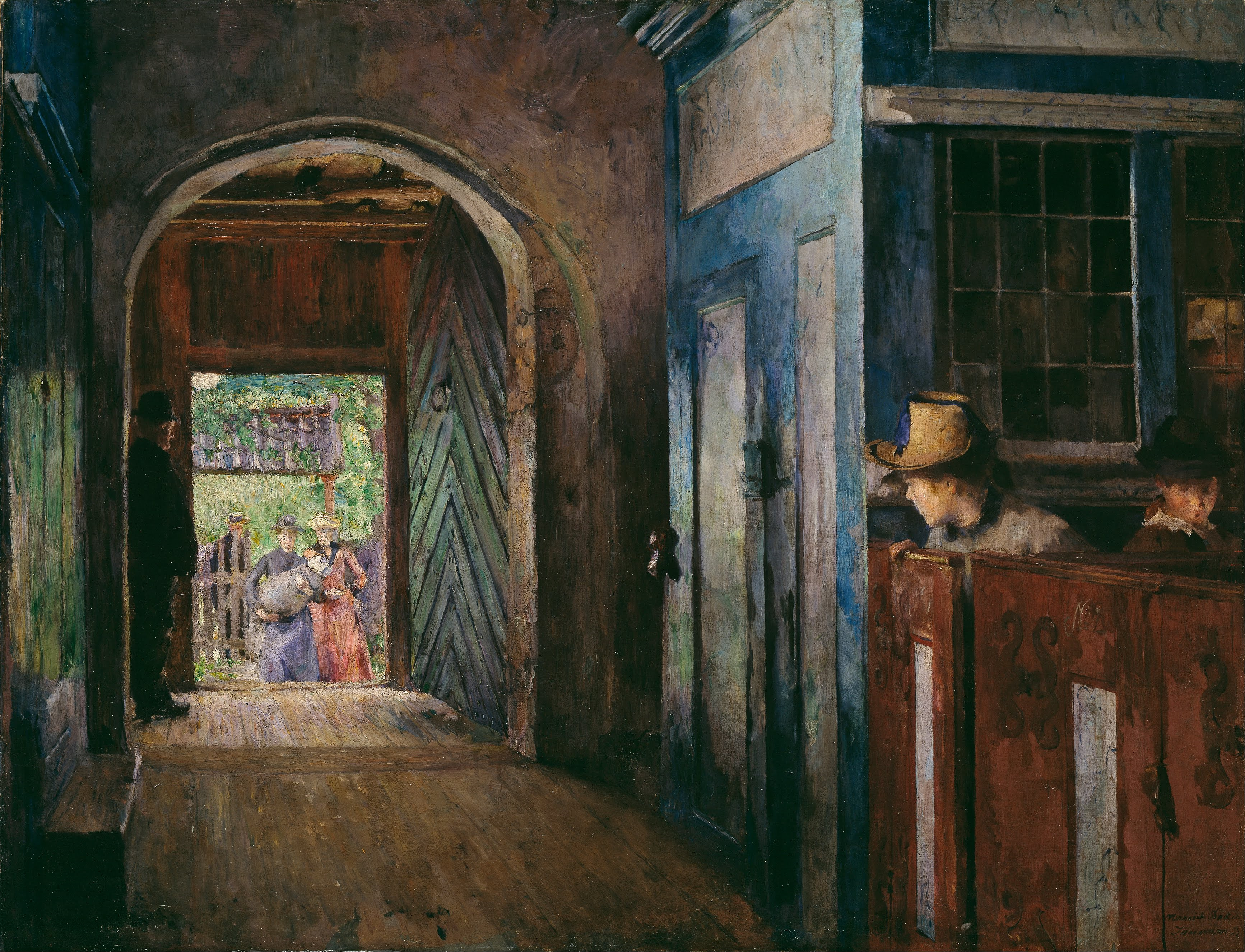
Baptisme a l'església de Tanum (1892)
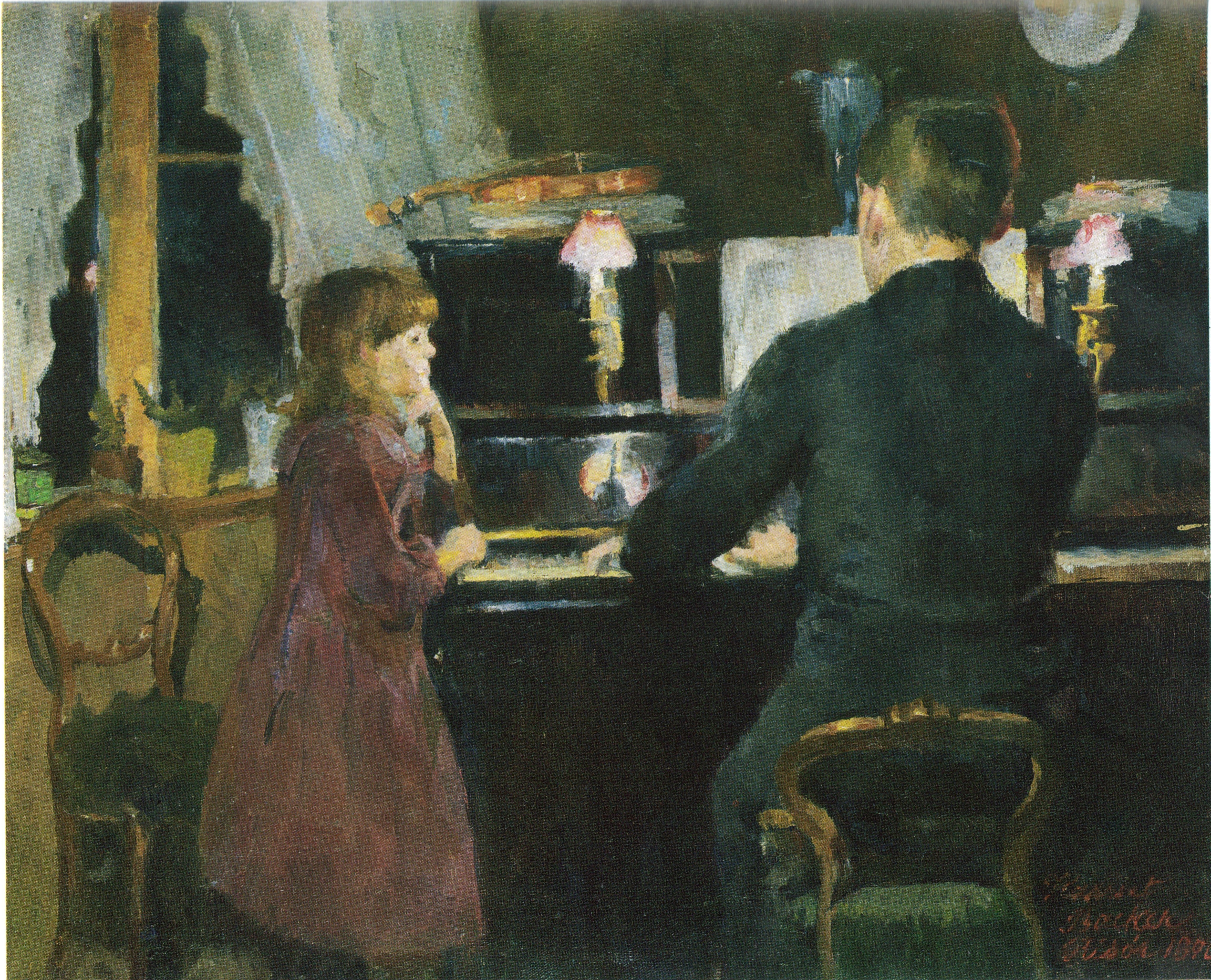
Storebror spiller (1890)
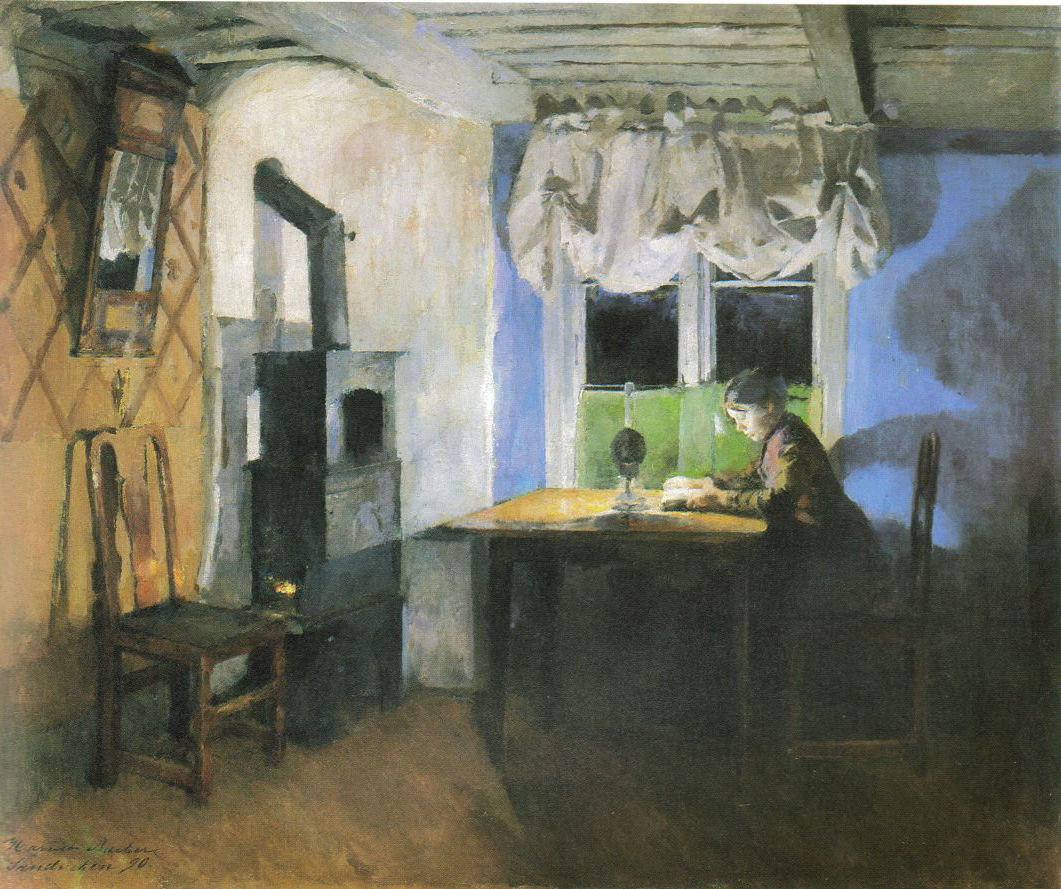
Ved lampelys (1890)
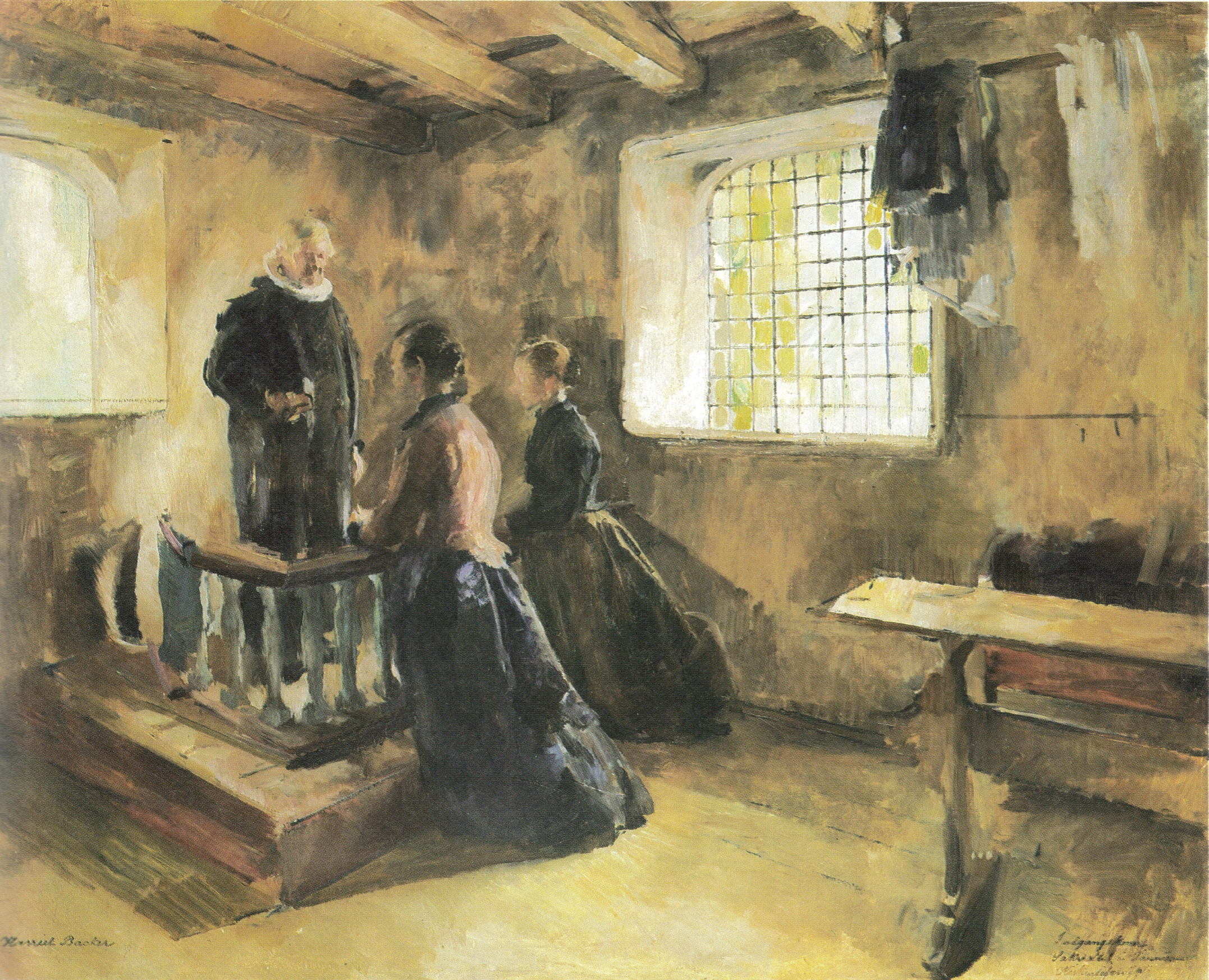
Inngangskoner (1892)